# Бабинский, Анри
Анри Жозеф Северен Бабинский (фр. Henri Joseph Séverin Babinski; 2 ноября 1855, Париж, — 20 августа 1931, там же) — французский горный инженер, гастроном и автор кулинарных книг под псевдонимом «Али-Баб» (фр. Ali Bab).

## Биография
Был сыном польского инженера Александра Бабинского, эмигрировавшего в Париж в 1848 году, и Генриетты Варен. Его младшим братом был невролог Жозеф Бабинский.
Закончив обучение в парижской Польской школе Батиньоль, в 1874 году Анри Бабинский поступил в Горную школу Парижа и окончил ее в 1878 году по специальности «горный инженер». Он был директором цинкового рудника в Ла-Гран-Комб (департамент Гар), а затем проработал более 15 лет во Французской Гвиане и других странах, разрабатывая и разведывая золотые прииски. С начала века до своей смерти он жил в Париже со своим братом — как и он, холостяком.
Его пребывание за границей и знакомство с соответствующими национальными кухнями пробудили в Бабинском интерес к кулинарному искусству. В 1907 году он опубликовал поваренную книгу «Практическая гастрономия» под псевдонимом «Али-Баб». Помимо подробных рецептов, там содержались статьи об истории кулинарии, продуктах питания и напитках. Позже Бабинский значительно расширил книгу, и издание 1928 года насчитывало более 1000 страниц. Наряду с «Кулинарным путеводителем» Огюста Эскофье книга Бабинского считается одним из эталонных произведений XX века о французской кухне.
В 1928 году Бабинский стал одним из основателей Академии гастрономии.

## Сочинения
- Gastronomie pratique, études culinaires, suivies du traitement de l’obésité des gourmands. — Paris: Flammarion, 1907.
- Gastronomie pratique, études culinaires suivies du traitement de l’obésité des gourmands. Troisième édition entièrement refondue[5], — Paris: Ernest Flammarion éditeur, 1923.